# Катастрофа Ан-24 под Пермью
Катастрофа Ан-24 в Петухово — авиационная катастрофа, произошедшая в воскресную ночь 21 января 1973 года в Большесосновском районе Пермской области в деревне Петухово. Авиалайнер Ан-24Б Краснодарского ОАО предприятия «Аэрофлот» выполнял регулярный внутренний рейс SU-6263 по маршруту Краснодар — Волгоград — Саратов — Казань — Пермь, но через 1 час и 9 минут после вылета из Казанского аэропорта Арское поле самолёт при снижении для захода на посадку в Пермском аэропорту Большое Савино опрокинулся на правое крыло и вошëл в крутую спираль со снижением и начал разрушаться в воздухе, войдя в штопор. Через 1 минуту и 20 секунд нахождения в таком состоянии разрушенный авиалайнер рухнул на заснеженное поле в деревне Петухово. Погибли все 39 человек на борту — 34 пассажира и 5 членов экипажа.

## Самолёт
Ан-24Б с бортовым номером CCCP-46276 (заводской — 77303609) был выпущен заводом Антонова 31 августа 1967 года. На момент катастрофы 6-летний авиалайнер имел 10 623 часа налёта и 11 419 посадок.

## Экипаж
Состав экипажа рейса SU-6263 был из 241-го лётного отряда Краснодарского ОАО, в состав которого входили 5 человек:
- Командир воздушного судна (КВС) — Евгений Николаевич Дегтярёв;
- Второй пилот — Пётр Романович Урюпин;
- Штурман — Константин Сидорович Дорошкевич;
- Бортмеханик — Юрий Алексеевич Виноградов;

В салоне авиалайнера работала стюардесса:
- Надежда Александровна Шинкаренко

## Катастрофа
21 января 1973 года, ночью в 20:46 по местному времени рейс SU-6263 с 34 пассажирами и 5 членами экипажа вылетел из Казанского аэропорта Казань-2, а рейс выполнял Ан-24Б борт СССР-46276, летящий из Краснодара в Пермь с промежуточными остановками в Волгограде, Саратове и Казани. Набрав высоту, лайнер занял эшелон полёта 5700 метров. Всего на его борту находились 39 человек: 34 пассажира (31 взрослый и 3 ребёнка) и 5 членов экипажа.
Ночное небо было покрыто слоисто-кучевыми облаками высотой 500—1900 метров с верхней кромкой 4200 метров, в которых наблюдалась слабая болтанка и слабое обледенение, а ветер на эшелоне был сильный северо-северо-восточного направления (азимут 20°). В 23:36 (21:36 МСК) экипаж связался с диспетчером на вышке Пермского аэропорта Большое Савино и доложил пролёт Ижевска. В ответ диспетчер дал указание следовать по маршруту на ДПРМ. В 23:48 самолёт находился уже в 130 километрах от аэропорта по азимуту 240°. В 23:54 передал диспетчеру о расчётном времени начала снижения, в ответ на что получил разрешение снижаться до высоты 4500 метров с докладом. Экипаж подтвердил получение информации. Эта была последняя радиопередача с самолёта, который на последующие вызовы уже не отвечал.
Ан-24 летел по магнитному курсу 60° на приборной скорости 350—370 км/ч, когда экипаж при выключенном автопилоте начал осуществлять снижение со средней вертикальной скоростью около 10 м/с. Авиалайнер разогнался до скорости 460 км/ч, после чего режим работы двигателей был уменьшен, а давление масла в гидросистемах снизилось с 50—55 до 30—35 кг/см2. В это же время в 23:55:20 по неустановленным причинам самолёт стал крениться вправо, а его поступательная и вертикальная скорости начали расти. За 20—25 секунд крен достиг 90°, из-за чего подъёмная сила упала до нуля и Ан-24 начал круто снижаться, разогнавшись до приборной скорости 860 км/ч и вертикальной 200—250 м/с. На высоте 2500 метров из-за колоссальных аэродинамических перегрузок возникла сильная вибрация и начали разрушаться крыло и хвостовое оперение, но при этом экипаж не предпринимал никаких мер по предотвращению данного падения, лишь незначительно были отклонены элероны на левый крен. В 23:56:40 перевёрнутый авиалайнер с приборной скоростью свыше 860 км/ч и вертикальной 45 м/с плашмя рухнул в поле на глубокий снег (70 см).
На следующий день в 14:00 место падения было найдено в 900 метрах северо-северо-западнее деревни Петухово (ныне не существует) Большесосновского района Пермской области в 91 километре от КТА Большое Савино по азимуту 240°. Правые и левые части крыла были обнаружены в 550—800 метрах от самолёта, части хвостового оперения — в 300—900 метрах, люк радиоотсека и отражатель антенны радиолокатора находились примерно в 2 километрах, а части обтекателя радиолокатора и куски звукоизоляционного материала — в 5 километрах от основного места падения. Некоторые выжившие после падения пассажиры скончались в первые часы среди обломков от ран и мороза. Был найден выживший пассажир, пытавшийся доползти до ближайшего дома, но по пути в больницу он умер от ран. Таким образом, все 39 человек на борту самолёта погибли.

## Причина
Согласно предварительным выводам, причиной катастрофы стал быстро развивающийся правый крен, который привёл к резкому снижению Ан-24 и увеличению скорости выше запредельной, что привело к разрушению в воздухе. Среди возможных причин возникновения крена рассматривались:
1. Столкновение в воздухе с посторонним предметом, который либо разрушил систему управления, либо оказал воздействие на экипаж.
2. Разрушение или заклинивание в системе управления рулём высоты.
3. Разрушение электрической системы управления элеронами.
4. Отказ авиагоризонтов, спровоцировавший вывод самолёта на значительные углы крена при отсутствии в дальнейшем энергичных действий экипажа по выводу самолёта из крена и снижения.

Разрушение носового обтекателя, вероятно, произошло уже на высоте 3000 метров, и его могли вызвать либо упругая деформация стыкового кольца из-за колоссальных динамических нагрузок, либо удар посторонним предметом в полёте, приведший к локальному повреждению обтекателя и дальнейшему разрушению на больших скоростях. Но однозначно установить факт того, что самолёт столкнулся с посторонним предметом, было невозможно, так как при ударе о землю его конструкция полностью разрушилась.
По результатам расшифровки данных бортового самописца МСРП-12 и изучения обломков было установлено, что автопилот во время снижения был выключен, а отказов рулевого управления не было, как и разрушения фонаря кабины и разгерметизации самолёта. Электрические системы, пилотажно-навигационные приборы и двигатели также были исправны. Признаков взрыва или пожара эксперты не обнаружили. Состояние здоровья членов экипажа исключало возможность потери работоспособности в полёте.
Зато на внешней поверхности носового обтекателя было найдено отверстие 230 на 285 миллиметров, при этом соответствующий данному отверстию кусок обшивки обнаружить не удалось. Также в районе этого отверстия на внутренней части обшивки имелось ещё одно продолговатое отверстие, хотя и меньше размерами, а разрывы направлялись в разные стороны, что свидетельствовало о пробое. На внутренней части обшивки эксперты нашли следы краски оливкового цвета, а на щёчке капота двигателя были следы краски тёмно-зелёного цвета. В наружной обшивке обтекателя в краях отверстия были найдены два хлопковых волокна и мелкие волокна чёрного цвета. Министерство обороны заявило, что никаких полётов, стрельб и запусков беспилотных аппаратов в этом районе не было. По данным Гидрометеослужбы запусков метеозондов в данном районе не было, а метеозонды, запущенные в других районах, не могли оказаться в этом районе.

Заключение: Истинную причину катастрофы определить не представляется возможным. 

Вероятной причиной катастрофы является столкновение самолёта в воздухе с посторонним предметом, который либо вызвал нарушение работоспособности системы управления, либо нарушил работоспособность экипажа.

Носовой обтекатель фюзеляжа имеет достаточную статическую и динамическую прочность и не разрушается при нагрузках, превышающих расчётные. Вероятной причиной его полного разрушения является воздействие аэродинамических нагрузок, значительно превышающих предельно допустимые, при наличии на обтекателе существенных повреждений.

Ранее имелись случаи столкновения самолётов МГА с радиозондами (последний — 23.11.71 г. с самолётом Ан-2 № 47687 Туркменского УГА, который столкнулся с радиозондом при наборе высоты после взлёта в а/п Красноводска).

Установить, какой предмет был окрашен краской, следы которой были найдены на деталях самолёта, не представляется возможным в связи с широким применением данной нитрокраски во всех отраслях народного хозяйства.
— 